# Видеодиск
Видеоди́ск (CED, CD, DVD, Blu-ray) — общее определение носителей информации в форме диска, который используется для сохранения видеосигнала и звукового сопровождения с целью последующего воспроизведения записанного материала. Особенностью системы воспроизведения является произвольный доступ, в отличие от видеокассет.

## История
Производитель камер в Нью-Йорке E. & H. T. Anthony представил в 1898 году комбинацию кинокамеры и проектора под названием «Спираль», которая может захватывать до двух сотен изображений, расположенных по спирали на стеклянной пластине диаметром 8 дюймов, которые при воспроизведении со скоростью 16 кадров в секунду дадут 13 секунд.
Теодор Браун запатентовал в 1907 году (патент Великобритании GB190714493) систему записи на фотографический диск, которая позволяла сохранить около 1200 изображений, расположенных по спирали на 10-дюймовом диске. Воспроизведение со скоростью 16 кадров в секунду обеспечивало около минуты с четвертью подвижного изображения. Charles Urban купил права на выпуск дисков, назвал систему Urban Spirograph или «городской спирограф», однако вскоре потерпел поражение на рынке.
Формат Phonovision разработан в конце 1920-х годов в Лондоне шотландским инженером и изобретателем Джоном Лоуги Бэрд. Система имела только 30 строк в кадре.
Система Phonovid разработана компанией Westinghouse Electric Corporation в 1965 году. Система позволила воспроизводить 400 сохраненных кадров, а также 40 минут звука.
Ted (Television Electronic Disc) — телевизионный электронный диск, механическая система была представлена в Германии и Австрии в 1970 году компаниями Telefunken и Teldec. 20-сантиметровые диски имели длительность записи 5 минут, в 1972 длительность была увеличена до 10 минут. Однако проект был отвергнут Telefunken в пользу VHS.
В 1978 году Matsushita (Panasonic) продемонстрировала другую механическую систему — VISC. На каждой стороне 12-дюймового винилового диска умещался час цветного видео. Диск вращался со скоростью 500 оборотов в минуту, и за оборот записывалось три кадра, поэтому возможности показывать стоп-кадр не было. VISC не был запущен в продажу, возможно, из-за разработки JVC, партнера Matsushita, более сложной SelectaVision/CED системы.
CED (Capacitance Electronic Disc) — аналоговый видеодиск с ёмкостным звукоснимателем. Задуманная ещё в 1964 году компанией RCA, CED система рассматривалась как технологически успешный продукт, в котором удалось увеличить плотность по сравнению с долгоиграющей пластинкой на два порядка. Несмотря на эти достижения, CED система пала жертвой плохого планирования, конфликтов в RCA и технических трудностей, в результате которых производство системы задержалось на 17 лет вплоть до 1981 года, когда она уже стала устаревшей по сравнению с Laserdisc (лазерные диски) и видеокассетами новых форматом Betamax и VHS. Продажи системы были далеки от прогнозируемых оценок, а к 1986 году RCA закрыло проект, потеряв около 600 млн долл. на нём.
VHD (Video High Density, видеодиск с высокой плотностью записи) — разработка компании JVC, впервые представлена в 1978 году. 25-см диск вмещал до 60 минут видеозаписи на одну сторону. На рынок продукт вышел лишь в 1983 году, однако не имел большого успеха в качестве потребительской системы, и к 1986 году практически исчез.
MCA/Philips выпустили систему DiscoVision в 1978 году, считывание производилось лазерным лучём через зеркально-оптическую систему. Систему переименовывали несколько раз, была известна как Laservision, CD Video, но наиболее известна она под названием Laserdisc.
Thomson-CSF создали систему, в которой используются тонкие гибкие видеодиски и просветная лазерная система с источником света с одной стороны и датчиком с противоположной стороны диска. В 1980 году эта система позиционировалась на рынке для промышленного и образовательного применения. Каждая сторона диска может содержать 50 000 CAV кадров, и обе стороны могут быть прочитаны без снятия диска. В 1981 году Thomson прекратили продажу видеодисков.
Laserfilm дисковый видеоформат, в котором применялась просветная лазерная система, разработанный McDonnell Douglas в 1984 году.

## Классификация
Видеодиски можно классифицировать по механизму их воспроизведения:
- Механические
  - Phonovision (1927)
  - Phonovid (1965)
  - Ted (1975)
  - Visc (1978)
- Ёмкостные
  - CED (1981)
  - VHD (1983)
- Оптические
  - Отражающие
    - Laserdisc (1978)
    - CD Video (1987), Video CD (1993), Super Video CD (1998)
    - DVD (1995), EVD (2003)
    - Blu-ray Disc (2006), HD DVD (2006)

  - Просветные
    - Thomson CSF system (1980)
    - Laserfilm (1984)

## Форматы
Видеоинформация на видеодисках кодируется в следующих форматах:
- CCIR 601 (ITU-T)
- M-JPEG (ISO)
- MPEG-1 (ISO)
- MPEG-2 (ISO)
- MPEG-4 (ISO)
- H.261 (ITU-T)
- H.263 (ITU-T)
- H.264 (ITU-T и ISO)
- Ogg-Theora
- DivX
- XviD
- DV